# Slovenië op de Olympische Winterspelen 2014
Slovenië is een van de landen die deelneemt aan de Olympische Winterspelen 2014 in Sotsji, Rusland.

## Medailleoverzicht
| Sport          | Olympiër      | Onderdeel                | Medaille |
| -------------- | ------------- | ------------------------ | -------- |
| Alpineskiën    | Tina Maze     | Afdaling (v)             | Goud     |
| Alpineskiën    | Tina Maze     | Reuzenslalom (v)         | Goud     |
| Schansspringen | Peter Prevc   | Normale schans           | Zilver   |
| Snowboarden    | Žan Košir     | Parallelslalom (m)       | Zilver   |
| Snowboarden    | Žan Košir     | Parallelreuzenslalom (m) | Brons    |
| Biatlon        | Teja Gregorin | 10 km achtervolging (v)  | Brons    |
| Langlaufen     | Vesna Fabjan  | Sprint (v)               | Brons    |
| Schansspringen | Peter Prevc   | Grote schans             | Brons    |

## Deelnemers en resultaten
Het overzicht van de deelnemers en resultaat per sport volgt.

### Alpineskiën
| Olympiër        | Onderdeel    | Resultaat | Prestatie                                                           |
| --------------- | ------------ | --------- | ------------------------------------------------------------------- |
| Klemen Kosi     | Afdaling     | 24e       | 2.08,98 (+2,75)                                                     |
| Klemen Kosi     | Combinatie   | DSQ       | afdaling: 1.56,41 (30e) slalom: gediskwalificeerd                   |
| Klemen Kosi     | Super G      | 29e       | 1.21,27 (+3,13)                                                     |
| Klemen Kosi     | Reuzenslalom | 37e       | 1e run: 1.26,61 (43e) 2e run: 1.26,75 (36e) totaal: 2.53,36 (+8,07) |
| Klemen Kosi     | Slalom       | DNF-1     | 1e run: niet gefinisht                                              |
| Žan Kranjec     | Reuzenslalom | 23e       | 1e run: 1.23,82 (29e) 2e run: 1.24,66 (21e) totaal: 2.48,48 (+3,19) |
| Žan Kranjec     | Slalom       | DNF-1     | 1e run: niet gefinisht                                              |
| Mitja Valenčič  | Slalom       | 11e       | 1e run: 48,32 (11e) 2e run: 55,82 (15e) totaal: 1.44,14 (+2,30)     |
|                 |              |           |                                                                     |
| Maruša Ferk     | Afdaling     | 18        |                                                                     |
| Maruša Ferk     | Super G      | 16        |                                                                     |
| Maruša Ferk     | Combinatie   | 10        |                                                                     |
| Maruša Ferk     | Reuzenslalom | -         |                                                                     |
| Maruša Ferk     | Slalom       |           |                                                                     |
| Katarina Lavtar | Reuzenslalom | 20        |                                                                     |
| Katarina Lavtar | Slalom       |           |                                                                     |
| Tina Maze       | Afdaling     | Goud      |                                                                     |
| Tina Maze       | Super G      | 5         |                                                                     |
| Tina Maze       | Combinatie   | 4         |                                                                     |
| Tina Maze       | Reuzenslalom | Goud      |                                                                     |
| Tina Maze       | Slalom       |           |                                                                     |
| Ilka Štuhec     | Afdaling     | 10        |                                                                     |
| Ilka Štuhec     | Super G      | 13        |                                                                     |
| Ilka Štuhec     | Combinatie   | -         |                                                                     |
| Ilka Štuhec     | Reuzenslalom | 31        |                                                                     |

### Biatlon
| Olympiër                                      | Onderdeel     | Resultaat | Prestatie | Missers     |
| --------------------------------------------- | ------------- | --------- | --------- | ----------- |
| Klemen Bauer                                  | Sprint        | 26        | 25.40,07  | 2 (1+1)     |
| Klemen Bauer                                  | Achtervolging | 24        | 35.39,08  | 4 (0+1+2+1) |
| Klemen Bauer                                  | Individueel   | 52        | 55.29,01  | 5 (2+0+1+2) |
| Peter Dokl                                    | Sprint        |           |           |             |
| Peter Dokl                                    | Individueel   |           |           |             |
| Jakov Fak                                     | Sprint        |           |           |             |
| Jakov Fak                                     | Achtervolging |           |           |             |
| Jakov Fak                                     | Individueel   |           |           |             |
| Jakov Fak                                     | Massastart    |           |           |             |
| Janez Marič                                   | Sprint        |           |           |             |
| Janez Marič                                   | Achtervolging |           |           |             |
| Janez Marič                                   | Individueel   |           |           |             |
| Peter Dokl Jakov Fak Klemen Bauer Janez Marič | Estafette (m) |           |           |             |
|                                               |               |           |           |             |
| Teja Gregorin                                 | Sprint        | 15        | 21.48,09  | 1 (0+1)     |
| Teja Gregorin                                 | Achtervolging | Brons     | 30.12,07  | 1 (0+0+1+0) |
| Teja Gregorin                                 | Individueel   | 11        | 46.38,07  | 2 (1+0+0+1) |
| Teja Gregorin                                 | Massastart    | 5         | 36.05,00  | 0           |

### Freestyleskiën
| Olympiër     | Onderdeel    | Resultaat | Prestatie |
| ------------ | ------------ | --------- | --------- |
| Filip Flisar | Skicross (m) |           |           |

### Langlaufen
| Olympiër                                                  | Onderdeel             | Resultaat | Prestatie |
| --------------------------------------------------------- | --------------------- | --------- | --------- |
| Alenka Cebasek                                            | Sprint (v)            |           |           |
| Alenka Cebasek                                            | 10 km klassiek (v)    |           |           |
| Vesna Fabjan                                              | Sprint (v)            |           |           |
| Barbara Jezersek                                          | 10 km klassiek (v)    |           |           |
| Barbara Jezersek                                          | 15 km skiatlon (v)    |           |           |
| Barbara Jezersek                                          | 30 km vrije stijl (v) |           |           |
| Nika Razinger                                             | Sprint (v)            |           |           |
| Nika Razinger                                             | 10 km klassiek (v)    |           |           |
| Katja Visnar                                              | Sprint (v)            |           |           |
| Katja Visnar                                              | 10 km klassiek (v)    |           |           |
| Alenka Cebasek Katja Visnar                               | Teamsprint (v)        |           |           |
| Alenka Cebasek Katja Visnar Barbara Jezersek Vesna Fabjan | Estafette (v)         |           |           |

### Noordse combinatie
| Olympiër       | Onderdeel                | Resultaat | Prestatie                                                                |
| -------------- | ------------------------ | --------- | ------------------------------------------------------------------------ |
| Gasper Berlot  | Gundersen normale schans | 34e       | schansspringen: 92,5 m - 106,3 p (39e; +1.41) langlaufen: 24.44,9 (31e)  |
| Gasper Berlot  | Gundersen grote schans   | 33e       | schansspringen: 120,0 m - 96,4 p (34e; +2.10) langlaufen: 23.46,6 (28e)  |
| Marjan Jelenko | Gundersen normale schans | 21e       | schansspringen: 99,0 m - 123,9 p (7e; +0.30) langlaufen: 24.53,2 (32e)   |
| Marjan Jelenko | Gundersen grote schans   | 16e       | schansspringen: 124,5 m - 109,1 p (14e; +1.20) langlaufen: 23.08,6 (20e) |
| Mitja Oranic   | Gundersen normale schans | 37e       | schansspringen: 93,5 m - 109,2 p (30e; +1.29) langlaufen: 25.17,4 (34e)  |
| Mitja Oranic   | Gundersen grote schans   | 39e       | schansspringen: 118,5 m - 96,7 p (33e; +2.09) langlaufen: 24.29,8 (40e)  |

### Schansspringen
| Olympiër                                             | Onderdeel          | Resultaat | Prestatie                                                                   |
| ---------------------------------------------------- | ------------------ | --------- | --------------------------------------------------------------------------- |
| Jernej Damjan                                        | Normale schans (m) | 9e        | kwalificatie: 14e; 115,6 ptn (93,5 m) finale: 254,7 ptn (99,5 m en 101,0 m) |
| Jernej Damjan                                        | Grote schans (m)   |           |                                                                             |
| Robert Kranjec                                       | Normale schans (m) | DNS       | finale: niet gestart                                                        |
| Robert Kranjec                                       | Grote schans (m)   |           |                                                                             |
| Peter Prevc                                          | Normale schans (m) | Zilver    | finale: 265,3 ptn (102,5 m en 99,0 m)                                       |
| Peter Prevc                                          | Grote schans (m)   |           |                                                                             |
| Jurij Tepeš                                          | Normale schans (m) | 26e       | kwalificatie: 31e; 106,9 ptn (89,5 m) finale: 236,7 ptn (100,0 m en 93,0 m) |
| Jurij Tepeš                                          | Grote schans (m)   |           |                                                                             |
| Jernej Damjan Robert Kranjec Peter Prevc Jurij Tepeš | Team               |           |                                                                             |
|                                                      |                    |           |                                                                             |
| Eva Logar                                            | Normale schans (v) |           |                                                                             |
| Katja Pozun                                          | Normale schans (v) |           |                                                                             |
| Spela Rogelj                                         | Normale schans (v) |           |                                                                             |
| Maja Vtic                                            | Normale schans (v) |           |                                                                             |

### Snowboarden
| Olympiër          | Onderdeel                | Resultaat | Prestatie |
| ----------------- | ------------------------ | --------- | --------- |
| Tim-Kevin Ravnjak | Halfpipe (m)             |           |           |
| Jan Kralj         | Halfpipe (m)             |           |           |
| Rok Flander       | Parallelreuzenslalom (m) |           |           |
| Rok Flander       | Parallelslalom (m)       |           |           |
| Žan Košir         | Parallelreuzenslalom (m) |           |           |
| Žan Košir         | Parallelslalom (m)       |           |           |
| Rok Marguč        | Parallelreuzenslalom (m) |           |           |
| Rok Marguč        | Parallelslalom (m)       |           |           |
| Izidor Sustersic  | Parallelreuzenslalom (m) |           |           |
| Izidor Sustersic  | Parallelslalom (m)       |           |           |
|                   |                          |           |           |
| Gloria Kotnik     | Parallelreuzenslalom (v) |           |           |
| Gloria Kotnik     | Parallelslalom (v)       |           |           |

### IJshockey
| Olympiër | Onderdeel | Resultaat | Prestatie |
| --- | --------- | --------- | --------- |
| Andrej Hocevar Robert Kristan Luka Gracnar Andrej Tavzelj Klemen Pretnar Matic Podlipnik Blaz Gregorc Ziga Pavlin Ales Kranjc Mitja Robar Sabahudin Kovacevic Ziga Jeglic Tomaz Razingar Anze Kopitar David Rodman Ales Music Ziga Pance Marcel Rodman Rok Ticar Jan Urbas Jan Mursak Robert Sabolic Bostjan Golicic Miha Verlic Anze Kuralt | Mannen    |           |           |